# Secular Party of Australia
Die Secular Party of Australia (Säkulare Partei Australiens) ist eine australische Kleinpartei, welche im Januar 2006 gegründet wurde und 2010 als politische Partei registriert wurde. Die Partei möchte den säkularen Humanismus, ethische Prinzipien und die Trennung von Kirche und Staat in Australien fördern.

## Geschichte
Durch einen Vortrag am 11. September 2005 in Sydney angeregt kam es zur offiziellen Gründung der Partei im Februar 2006.
Schon im Jahr 2005 nutzte die Partei Werbung mit dem Slogan „Don't Let the Church Govern Australia“ Lassen Sie die Kirche nicht Australien regieren. Und zielte damit auf die Politik der australischen Regierung unter John Howard ab und deren Position zur gleichgeschlechtlichen Ehe und Abtreibung.
Im Jahr 2007 fusionierte man mit der ähnlich ausgerichteten Freedom from Religion Party.
Bei der Parlamentswahl in Australien 2007 stellte die Partei für jeden Bundesstaat einen Kandidaten auf. Der seinerzeit  verwendete Wahlkampfslogan lautete: „Don't Let The Church Govern Australia - Keep Religion Out of Politics“ (Lassen Sie die Kirche nicht Australien regieren - halten Sie Religion raus aus der Politik). Die Partei wurde jedoch nicht bundesweit registriert und erschien daher nicht auf den Stimmzetteln. Der Senatskandidat der Partei, Ian Bryce trat im australischen Radiosender ABC Radio auf und redete dort über Säkularismus. Ein weiteres Parteimitglied, John Perkins veröffentlichte einen Artikel im australischen politischen online Journal On Line Opinion. Ansonsten erhielt die Partei kaum Aufmerksamkeit von anderen Medien.
In den Jahren 2008 und 2009 wurde die Partei aktiver in der Diskussion bei den Themen Besteuerung von religiösen Organisationen und den Veröffentlichung der Australian Human Rights Commission über die Diskriminierung Homosexueller in Australien.
Am 2. Juli 2009 beantragte die Partei bei der australischen Wahlkommission die Registrierung als bundesweite politische Partei. Am 5. Mai 2010 wurde festgestellt, dass die Partei ihre Prüfung zur Registrierung als Partei bestanden hatte. Ihr Antrag wurde am 16. Juni 2010 angenommen.
Bei der Parlamentswahl in Australien 2010 trat die Partei das erste Mal als eingetragene Partei an. Die Partei stellte landesweit 31 Kandidaten auf. Dazu gehörten Kandidaten für den Senat in allen Bundesstaaten und 19 Kandidaten für das Repräsentantenhaus. Nach Angaben der australischen Wahlkommission erhielt die Partei 10.287 (0,1 %) der Stimmen zur Wahl des Unterhauses. Bei den Wahlen zum Senat erhielt die Partei 8.741 (0,09 %) der Stimmen.
Bei den Parlamentswahlen 2013 erhielt die Partei 4.834 Stimmen (0,04 %) für das Unterhaus, und 12.698 Stimmen (0,09 %) im Senat.
Bei den Wahlen in 2016, stellte die Partei acht Kandidaten auf für den Senat, darunter je zwei für die australische Hauptstadtterritorium, New South Wales, Queensland und Victoria.
Zu den Parlamentswahlen 2019, stellte die Partei zwei Kandidaten für den Senat in Victoria auf.

## Politische Ziele
- Trennung von Kirche und Staat in Australien durchsetzen und deren Verankerung in der Verfassung
- Säkularismus weltweit fördern
- Für Menschenrechte und soziale Gerechtigkeit und Menschenwürde eintreten
- Die Freiheit und Möglichkeiten des Individuums zu fördern im Einklang mit der sozialen und ökologischen Verantwortung
- Die Meinungsfreiheit weltweit zu verteidigen
- Förderung einer Politik, ausgelegt an rationaler Problemlösung
- Förderung der Wissenschaft und deren umfängliche Nutzung für das Wohlergehen der Menschen
- Die rechtliche Gleichstellung von religiösen und nicht religiösen Menschen
- Die Durchsetzung und Verteidigung des Rechts auf Abtreibung
- Die Förderung des Zugangs von lesbischen Frauen zur künstlicher Befruchtung
- Förderung der Toleranz von Homosexualität durch Bildung
- Aufhebung der Antidiskriminierungsausnahmen für religiöse Schulen und Unternehmen
- Verteidigung des Rechts auf Sterbehilfe
- Verteidigung der embryonalen Stammzellforschung
- Aufhebung von religiös bedingten Einschränkungen der Wissenschaft
- Abschaffung der staatlichen Unterstützung von religiösen Schulen
- Unterbinden von religiöser „Indoktrination“ von Kindern in Schulen
- Unterbindung der Anwendung von Scharia